# Klaus Neubert (Diplomat)
Klaus Neubert (* 23. Juni 1942 in Dresden) ist ein deutscher Diplomat; er war Botschafter der Bundesrepublik Deutschland in Italien und Frankreich.

## Leben
Nach dem Besuch der Deutschen Schule in Rom  und dem Baccalauréat (Abitur) in Saint-Germain-en-Laye/Paris studierte er Rechtswissenschaften an den Universitäten in Bonn und Köln. Später erwarb er noch den akademischen Grad eines Master of Arts (M. A.) an der Fletcher School in Boston.
Nach dem Eintritt in den Auswärtigen Dienst 1967 folgten Verwendungen an der Botschaft im damaligen Südvietnam, im Auswärtigen Amt Bonn (Pressereferat) sowie an der Ständigen Vertretung bei den Vereinten Nationen in New York.
Von 1979 bis 1983 war er Pressereferent an der Botschaft in Italien sowie anschließend Stellvertretender Leiter des Referats für Konventionelle Rüstungskontrolle im Auswärtigen Amt Bonn.
1986 wurde Klaus Neubert Leiter der Politischen Abteilung an der Botschaft in der damaligen Sowjetunion, ehe er von 1989 bis 1995 Leiter des Referats Sowjetunion (später Osteuropa) im Auswärtigen Amt Bonn war.
Von 1995 bis 1999 folgte zunächst die Verwendung als Leiter der Unterabteilung Mittel-, Ost- und Südosteuropa im Auswärtigen Amt, bevor er im Juni 1999 Botschafter und Beauftragter der Bundesregierung für Fragen der Abrüstung und Rüstungskontrolle wurde. Als solcher war er von März bis September 2000 Deutscher Vertreter im Politischen und Sicherheitspolitischen Interimskomitee der Europäischen Union.
Von Juli 2001 bis Juni 2004 war er Botschafter der Bundesrepublik Deutschland in Italien. Nachfolger dort wurde Botschafter Michael Gerdts. Anschließend er war von 2004 bis 2007 Botschafter der Bundesrepublik Deutschland in Frankreich.